# Walter Kubilius
Walter Kubilius (n. 22 noiembrie 1918, Wilkes-Barre, Pennsylvania, SUA – d. 22 septembrie 1993) a fost un scriitor american de science-fiction (de ficțiune scurtă). 

## Biografie
El a fost membru al influentului club fandom science fiction Futurians, anterior co-fondator al „Edison Science Club” care ulterior a devenit „International Cosmos Science Club” (ICSC) și a continuat să funcționeze sub alte nume.
Stilul său a fost caracterizat ca „proză pietonală, ieșită din comun” de James Blish.
În povestirile sale a dovedit inventivitate și siguranță în conturarea unor personaje și situații, de obicei a scris despre oameni obișnuiți a căror viață este marcată de intervenția brutală a unor extratereștri. Nu a publicat niciun volum de povestiri.

## Lucrări
Povestiri:

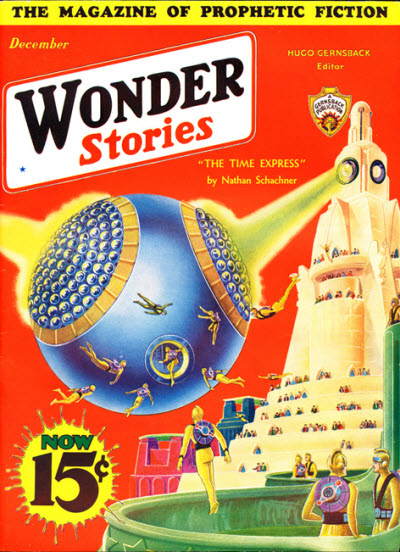
Coperta revistei Wonder Stories din decembrie 1932 în care Walter Kubilius a publicat povestirea „Letter (The Same as Earthians)”

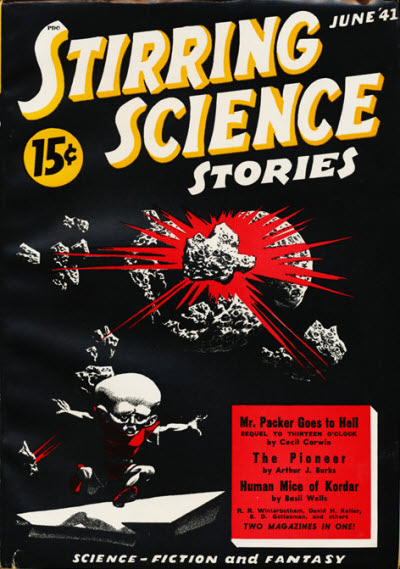
Coperta revistei Stirring Science Stories din iunie 1941

- decembrie 1932: Letter (The Same as Earthians), în Wonder Stories (ca Walter Kubilius Jr.)
- iunie 1941: Trail's End, în Stirring Science Stories
- iulie 1941. Caridi Shall Not Die!, în Cosmic Stories
- decembrie 1941. The Unusual Case, în Science Fiction Quarterly, Winter 1941-1942
- 1942. Atrakin and the Man
- 1942. Galactic Ghost
- 1942. Parrots of Venus
- 1942. Remember Me, Kama!
- 1942. The Day Has Come
- 1942. Voice In The Void
- 1943. Journey's End
- 1944. A Handful of Stars
- 1951. Eternal Earthling
- 1951. The Gray Cloud
- 1951. The Other Side, republicată în antologiile "Best Of". Povestirea a fost tradusă în limba română de Lucian și/sau Doina Hanu ca  „Dincolo” și a fost publicată în Almanah România Literară 1987 (1986)[7] și Întoarcere pe Planeta Albastră: avertisment ecologic (1989).[8]
- 1951. Turn Backward, O Time!
- 1951. Ultimate Purpose
- 1952. Go to the Ant
- 1952. Second Chance
- 1952. Solution Vital
- 1953. Secret Invasion